# Västra Stenby socken
Västra Stenby socken i Östergötland ingick i Aska härad, ingår sedan 1974 i Motala kommun och motsvarar från 2016 Västra Stenby distrikt.
Socknens areal är 31,90 kvadratkilometer, varav 31,87 land. År 2000 fanns här 741 invånare. En del av tätorten Fågelsta, en del av Motala samt kyrkbyn Västra Stenby med sockenkyrkan Västra Stenby kyrka ligger i denna socken. 

## Administrativ historik
Västra Stenbys socken har medeltida ursprung under namnet Kälvestens socken. 1813 införlivades Stens socken samtidigt som socknen bytte namn till det nuvarande.
1 januari 1952 (enligt beslut den 30 mars 1951) överfördes från Västra Stenby socken till Varvs socken den obebodda fastigheten Sjökumla Norrgård 3:4 omfattande en areal av 0,16 km², varav allt land.
Vid kommunreformen 1862 övergick socknens ansvar för de kyrkliga frågorna till Västra Stenby församling och för de borgerliga frågorna till Västra Stenby landskommun. Landskommunen inkorporerades 1952 i Aska landskommun och uppgick 1974 i Motala kommun. Församlingen uppgick 2006 i Aska församling. 1982 överfördes härifrån till Hagebyhöga socken (församling) fastigheterna Hålan 1:6 och 1:7  och Hässleby Östergård 1:8.
1 januari 2016 inrättades distriktet Västra Stenby, med samma omfattning som församlingen hade 1999/2000. 
Socknen har tillhört samma fögderier och domsagor som socknens härad.  De indelta soldaterna tillhörde  Första livgrenadjärregementet, Motala kompani och Andra livgrenadjärregementet, Bergslags kompani.

## Geografi
Västra Stenby socken ligger söder om Motala och Motalaviken vid Vättern. Socknen är uppodlad slättbygd, med en rullstensås i öster och mossmark i sydost.

## Fornlämningar

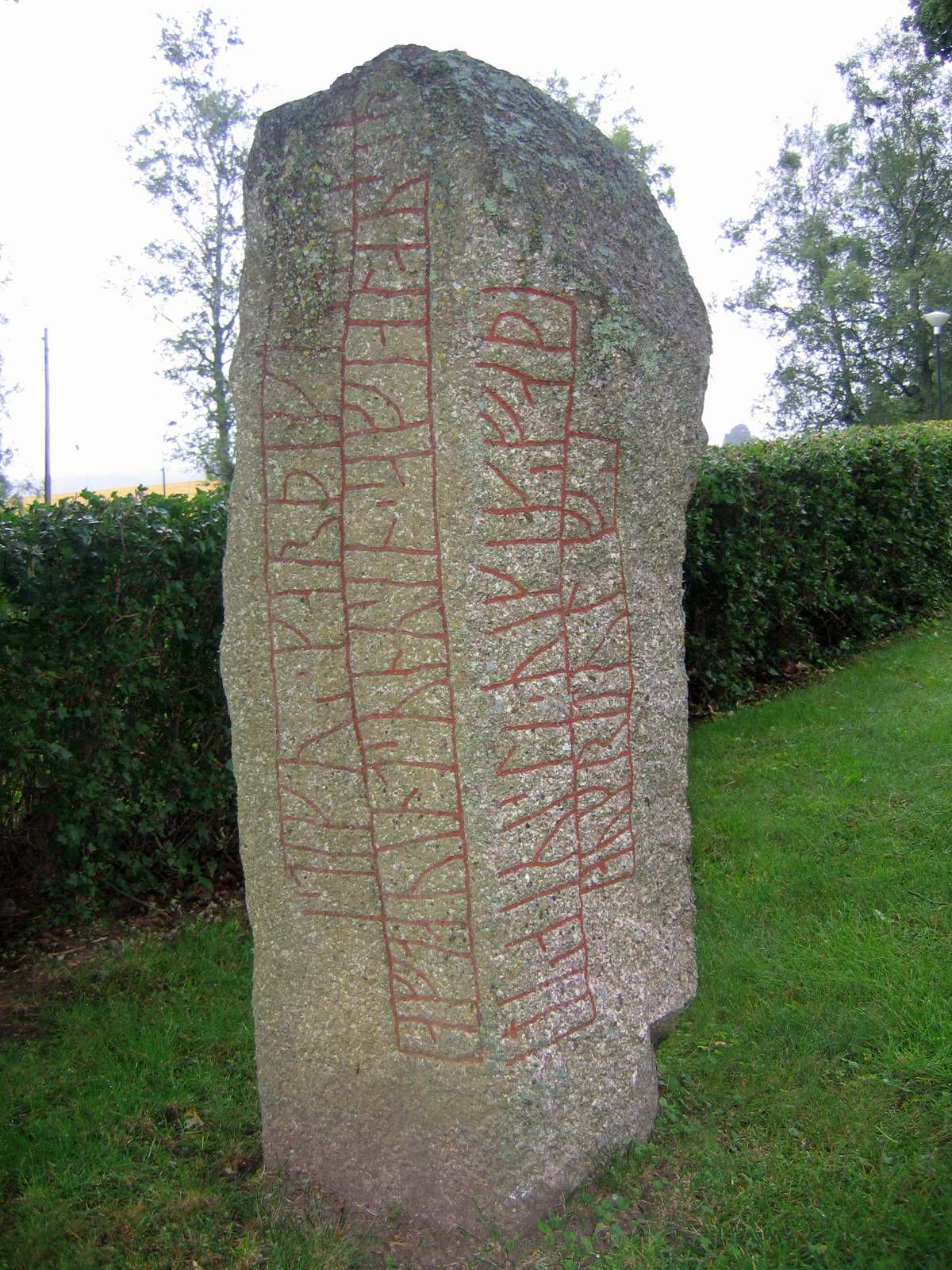
Kälvesten vid kyrkan.

Kända från socknen är sex gravfält med domarring från järnåldern. Två runristningar är kända, en är Kälvesten vid kyrkan.

## Namnet
Namnet som erhölls vid sammanslagningen av Sten och Kälvesten socknar har utvecklats ur Stenbo, 'Stenboarnas socken'.
Kälvesten socken påstås ha fått sitt namn efter en sedan länge uttorkad sjö, Kjälfwen, som låg i närheten av kyrkan. Området mellan kyrkan och Nyckelby mellangård några hundra meter nordväst om kyrkan kallas för Kärringsjön och där har hittats avlånga stenfundament som kan vara rester efter bryggor.

### Fotnoter
1. 1 2  Svensk Uppslagsbok andra upplagan 1947–1955: Västra+Stenby socken
2. 1 2  Harlén, Hans; Harlén Eivy (2003). Sverige från A till Ö: geografisk-historisk uppslagsbok. Stockholm: Kommentus. Libris 9337075. ISBN 91-7345-139-8
3. ↑   (PDF) Folkräkningen den 31 december 1950, I, Areal och folkmängd inom särskilda förvaltningsområden m.m., Tätorter. Stockholm: Statistiska centralbyrån. 1952-05-19. sid. 18. Arkiverad från originalet den 1 oktober 2014. https://www.webcitation.org/6T09ZkyrB?url=http://www.scb.se/Grupp/Hitta_statistik/Historisk_statistik/_Dokument/SOS/Folkrakningen_1950_1.pdf. Läst 9 oktober 2014 Arkiverad 29 oktober 2013 hämtat från the Wayback Machine.
4. ↑  ”Församlingar”. Statistiska centralbyrån. https://www.scb.se/hitta-statistik/regional-statistik-och-kartor/regionala-indelningar/forsamlingar/. Läst 30 december 2022.
5. ↑  Stenby&Typ=Alla&DatumFran=&DatumTill= Administrativ historik för Västra Stenby socken (Klicka på församlingsposten). Källa: Nationella arkivdatabasen, Riksarkivet.
6. 1 2  Sjögren, Otto (1931). Sverige geografisk beskrivning del 2 Östergötlands, Jönköpings, Kronobergs, Kalmar och Gotlands län. Stockholm: Wahlström & Widstrand. Libris 9939
7. 1 2  Nationalencyklopedin
8. ↑  Fornlämningar, Statens historiska museum: Västra Stenby socken
9. ↑  Fornminnesregistret, Riksantikvarieämbetet: Västra Stenby socken Fornminnen i socknen erhålls på kartan genom att skriva in sockennamn (utan "socken") i "Ange geografiskt område"
10. ↑  Mats Wahlberg, red (2003). Svenskt ortnamnslexikon. Uppsala: Institutet för språk och folkminnen. Libris 8998039. ISBN 91-7229-020-X. https://isof.diva-portal.org/smash/get/diva2:1175717/FULLTEXT02.pdf
11. ↑  Broocman, Carl Fredric. Beskrifning öfver the i Öster-Götland befintelige städer, 1760, sida 660
12. ↑  Carlsson, Tom (2012). 10 000 år vid södra Freberga. Särskild arkeologisk undersökning i samband med ombyggnad av Riksväg 32 mellan Mjölby och Motala. UV Rapport 2012:142. Riksantikvarieämbetet. http://kulturarvsdata.se/raa/dokumentation/ad5af5cd-3e0f-4404-b1c2-3614748b19f2